# パラメデス・パラメデスゾーン
パラメデス・パラメデスゾーン（Palamedes Palamedesz.、1605年8月6日（洗礼日） - 1638年3月26日（葬礼日））は、オランダの画家である。戦場の情景や、騎馬姿の人物画を描いたことで知られる。同名の甥、パラメデス・パラメデスゾーン2世(Palamedes Palamedesz. II: 1632-1705）、画家の息子パラメデス・パラメデスゾーン3世(Palamedes Palamedesz. III: 1631-1683)と区別するために　パラメデス・パラメデスゾーン1世とも呼ばれる。

## 略歴
スコットランドのエディンバラの港湾地区のリース(Leith)で生まれた。父親のパラメデス・ウイレムスゾーン(Palamedes Willemsz. Stevens)はフランドル出身の工芸家で、貴石の彫刻などの仕事でスコットランド王ジェームズ6世の宮廷で働いていて、ジェームズ6世が1603年にイングランド王に即位した後、ロンドンでも働いたと推定されている 。兄のアントニー・パラメデスゾーン(Anthonie Palamedesz.: 1602-1673)は画家になった。
パラメデス・パラメデスゾーンが生まれた後、家族とオランダのデルフトに移った。18世紀初めにアルノルト・ホウブラーケンが出版した伝記によれば、パラメデス・パラメデスゾーンは、師について学ぶことなく、エサイアス・ファン・デ・フェルデの作品を模写して修行したとされるが 、ミヒール・ファン・ミーレフェルトの弟子になって肖像画家、風俗画家になった兄から絵を学んだとも考えられている  。1627年にデルフトの聖ルカ組合の会員になった。
1630年1月に裕福な家の娘と結婚し、1631年にはアントウェルペンで働き、その年、息子のパラメデス・パラメデスゾーン3世が生まれたが、1638年に33歳で没した。
騎兵の戦いの情景を描いた作品を多く残した。

## 作品

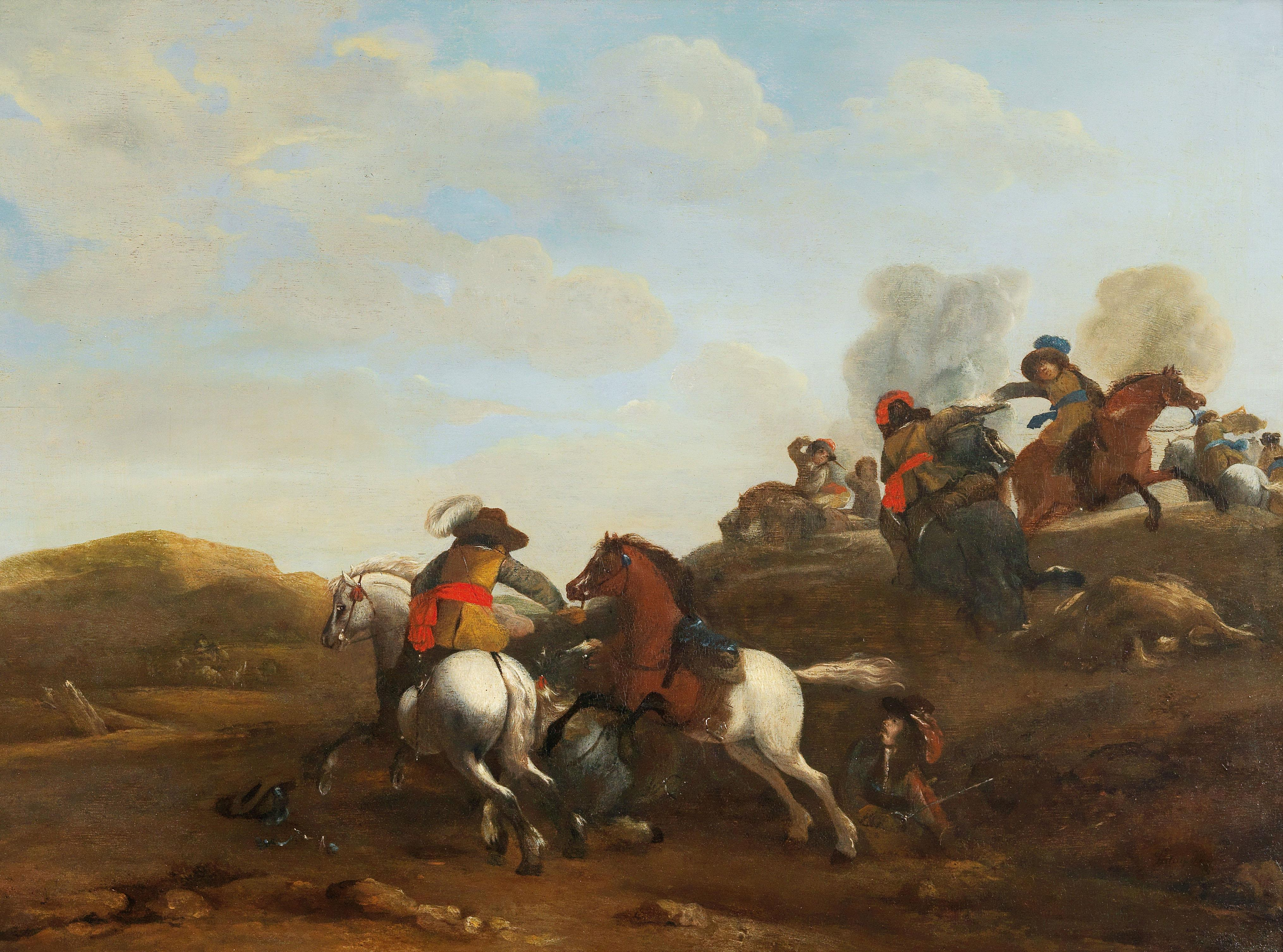
騎兵の戦い(個人蔵)
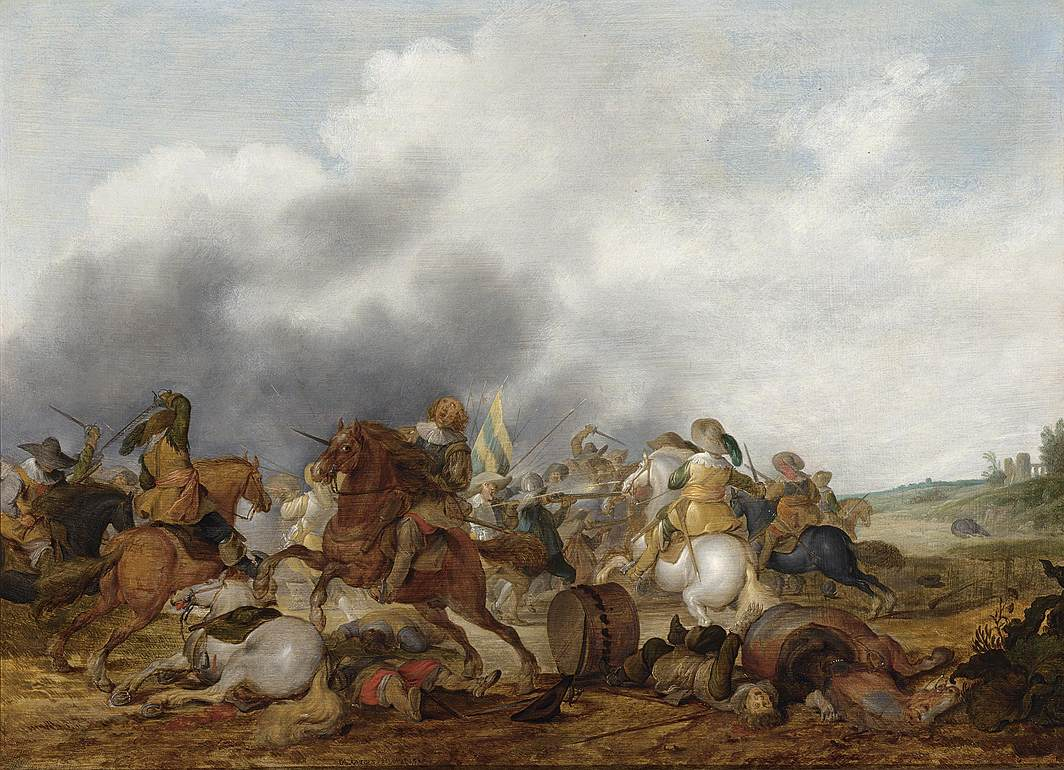
騎兵の戦闘シーン
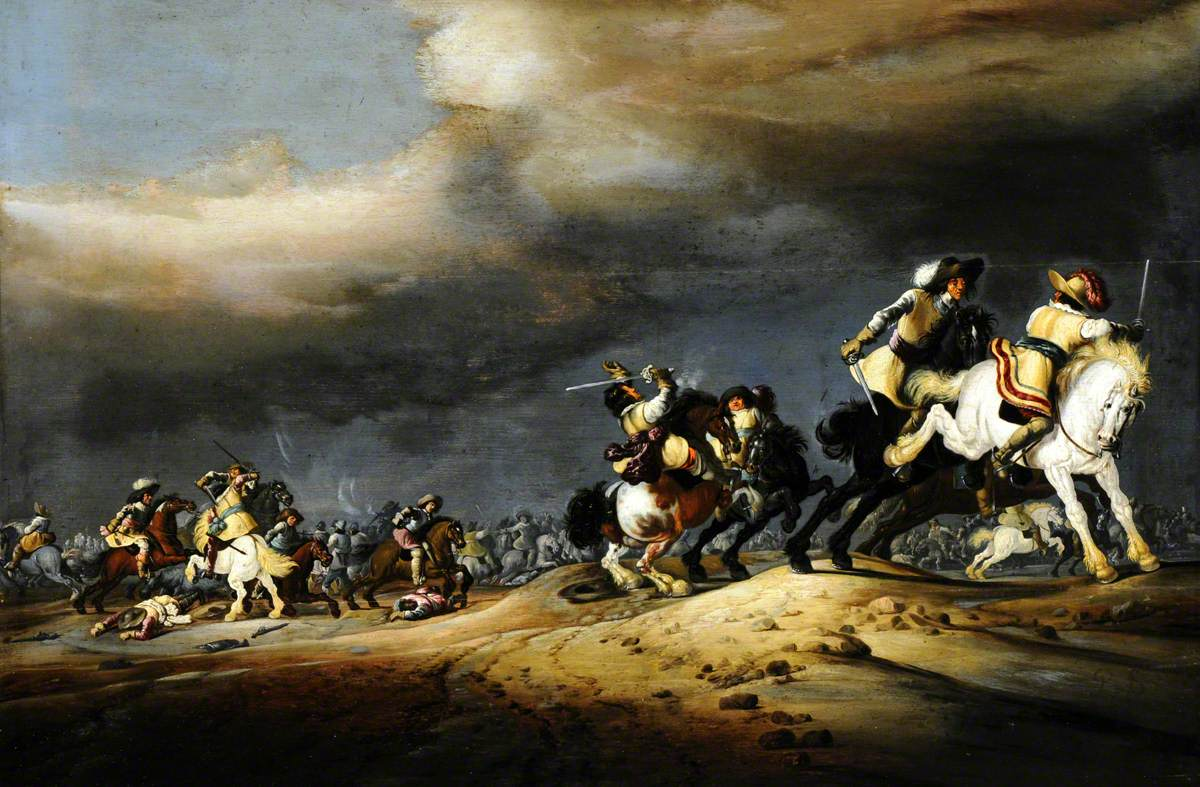
騎兵の戦い
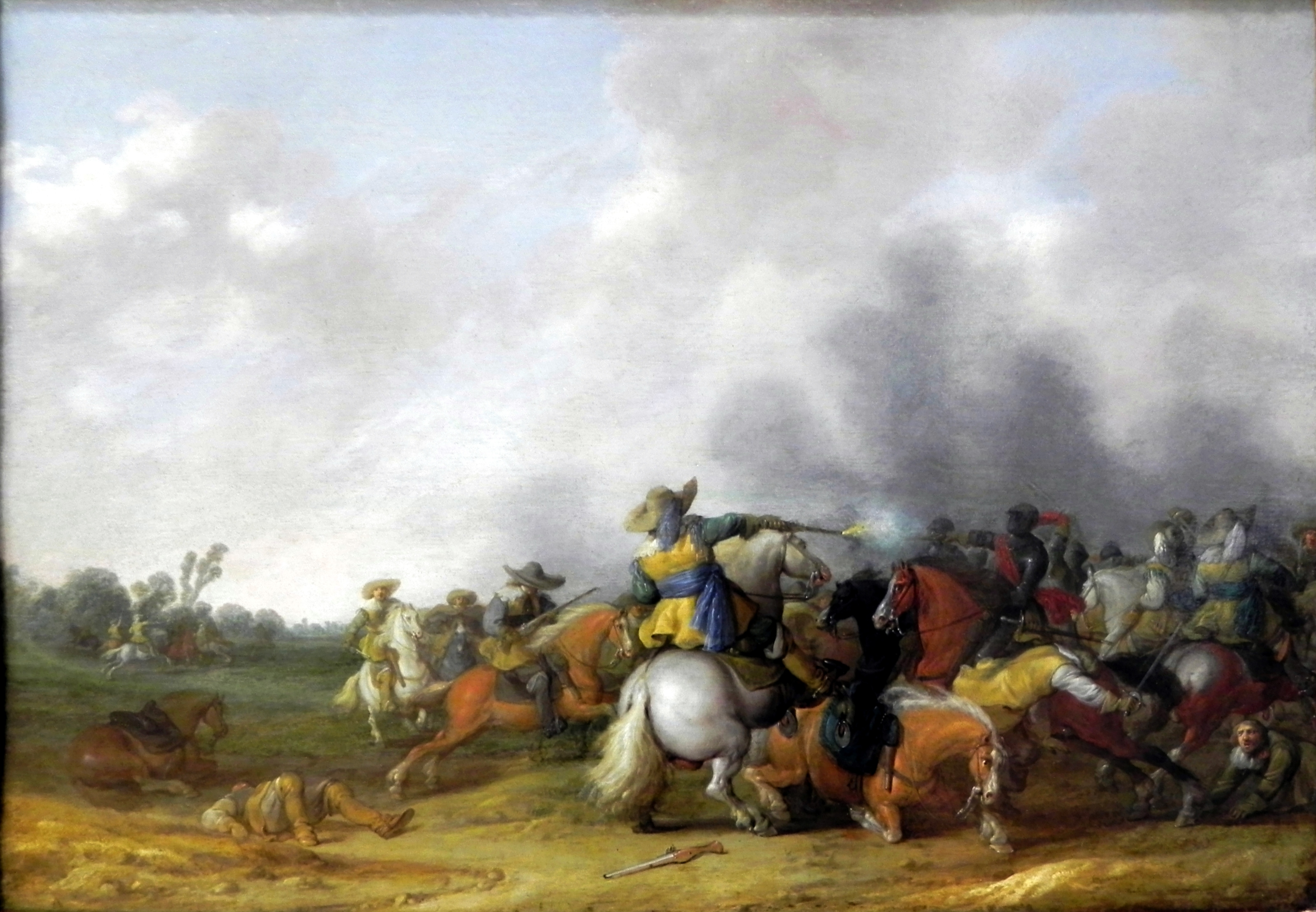
騎馬の戦い